# Três Santuários do Palácio

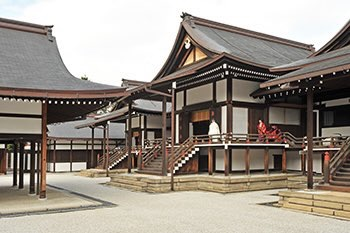
Três Santuários do Palácio

Os Três Santuários do Palácio (宮中三殿, Kyūchū sanden) são um grupo de estruturas nos recintos do Palácio Imperial de Tóquio, no Japão. Eles são usados em cerimônias religiosas imperiais, incluindo casamentos e entronizações.
Os três santuários são:
- Kashiko-dokoro (賢所) – o santuário central, consagrando uma réplica do espelho Yata no Kagami, representando a ancestral mitológica da Família Imperial, Amaterasu. (Para as entronizações em Quioto do imperador Taishō em 1915 e do imperador Shōwa em 1928, o espelho foi transportado por material rodante especial conhecido como Kashiko-dokoro Jōgyosha (賢所乗御車) do nome deste santuário.) O Yasakani no magatama ou Joia Sagrada, um dos Tesouros Imperiais do Japão, também é dito estar alojado no Kashiko-dokoro.
- Kōrei-den (皇霊殿) – o Santuário dos Espíritos Ancestrais, que consagra os espíritos dos mortos da Família Imperial um ano após sua morte.
- Shin-den (神殿) – o Santuário dos Kami, consagrando o Amatsukami (天津神) de Takaamahara e o Kunitsukami (国津神) da mitologia japonesa.